# جان استفنس (بازیکن بیسبال)
جان استفنس (انگلیسی: John Stephens؛ زادهٔ ۱۵ نوامبر ۱۹۷۹) بازیکن بیس‌بال اهل استرالیا است.
وی در مسابقات کشوری و بین‌المللی در مجموع برندهٔ ۱ مدال نقره شده‌است.